# Jixi
Jixi (cinese: 鸡西; pinyin: Jīxī) è una città della Cina con una popolazione di 1.862.161 abitanti nella parte orientale della provincia di Heilongjiang della Repubblica popolare cinese.

## Geografia fisica
Jixi è situato vicino al fiume Muling a circa 30 km dal confine con la Russia e 120 km dal Lago Chanka.

## Economia
L'Estrazione del carbone riveste un ruolo importante nell'economia della città.

## Suddivisioni amministrative
- Distretto di Jiguan
- Distretto di Hengshan
- Distretto di Didao
- Distretto di Lishu
- Distretto di Chengzihe
- Distretto di Mashan
- Hulin
- Mishan
- Contea di Jidong

## Curiosità
Un cratere dell'asteroide 253 Mathilde è stato battezzato con il nome della città.